# Anoplopomowate
Anoplopomowate, karbonelowate (Anoplopomatidae) – rodzina morskich ryb skorpenokształtnych (Scorpaeniformes) obejmująca 2 gatunki.

## Występowanie
Północny Ocean Spokojny od Japonii przez Morze Beringa po Alaskę i Kalifornię.

## Cechy charakterystyczne
Ciało wrzecionowate, lekko wydłużone, pokryte drobnymi łuskami ktenoidalnymi, bez jakichkolwiek wyrostków na głowie. Dwie płetwy grzbietowe, w drugiej występuje 16–21 miękkich promieni. Płetwa odbytowa z 3 wątłymi kolcami i 11–19 miękkimi promieniami. Płetwy brzuszne z 1 kolcem i 5 miękkimi promieniami. Na każdym boku głowy 2 dobrze wykształcone otwory nosowe. Linia boczna pełna, dobrze widoczna. Brak pęcherza pławnego.
Anoplopomowate osiągają długość maksymalnie do 180 cm.

## Klasyfikacja
Rodzaje zaliczane do tej rodziny:
Anoplopoma — Erilepis